# Dulle Teve
Dulle Teve is een Belgisch bier van hoge gisting dat gebrouwen wordt door brouwerij De Dolle Brouwers in Esen. Het blonde bier heeft een redelijk hoog alcoholgehalte (10%). Het is een bittere tripel, gebrouwen met witte kandij in een kookketel. Het bier heeft een houdbaarheid van één jaar.
De naam Dulle Teve is een vriendelijk bedoelde omschrijving, in het West-Vlaams, van een vrouw met krachtige persoonlijkheid en die haar wil doorzet. Het verhaal wil dat de horecabaas uit het café-restaurant 'Het Nieuw Museum' in Brugge een speciaal bier wilde laten produceren. Hij was in de brouwerij aan het proeven toen hij een paar maal door zijn vrouw werd opgebeld, die hem aanmaande spoedig naar huis te komen. Het is een dulle teve zei hij met een knipoogje naar de brouwer. Die vond meteen dat de naam goed paste bij het nieuwe bier.
In tegenstelling tot de etiketten van de andere bieren gebrouwen door De Dolle Brouwers, die van de hand zijn van brouwer-kunstenaar Kris Herteleer, is het etiket van de Dulle Teve het werk van de Brugse kunstenaar Peter Six.